# Caroline Buckman
Caroline Buckman (5. června 1974 – 5. března 2023) byla americká violistka.

## Život
Narodila se v Charlottesvillu ve Virginii. Po dokončení tamní střední školy studovala hru na violu na Arizonské státní univerzitě (BA, 1998) a v roce 2001 získala magisterský titul z Vysoké hudební školy Carla Marii von Webera v Drážďanech. Roku 2002 se usadila v Los Angeles a začala se věnovat práci studiové hudebnice. V následujících dvaceti letech své kariéry hrála například na deskách Michaela Bubléa, Johna Calea, Mariah Carey a Briana Wilsona. Rovněž hrála na soundtracích k filmům Mission: Impossible – Ghost Protocol (2011), Nevědomí (2013), Úžasňákovi 2 (2018) a dalších. Také doprovázela různé hudebníky při koncertech, například Jonas Brothers a Gnarls Barkley.
V dubnu 2022 přijala nabídku hrát na nahrávce Paula McCartneyho. Caroline Buckman zemřela o rok později v Los Angeles ve věku 48 let na karcinom prsu. Několik měsíců po její smrti se ukázalo, že šlo o novou píseň kapely The Beatles s názvem „Now and Then“, nahrávanou pod krycím názvem „Give & Take“; sama se o tom nikdy nedozvěděla.

## Diskografie (výběr)
| Rok  | Název                                    | Interpret                             |
| ---- | ---------------------------------------- | ------------------------------------- |
| 2005 | Caught in the Act                        | Michael Bublé                         |
| 2006 | The Greatest Songs of the Fifties        | Barry Manilow                         |
| 2006 | Ys                                       | Joanna Newsom                         |
| 2006 | Back to Basics                           | Christina Aguilera                    |
| 2007 | Courage                                  | Paula Coleová                         |
| 2007 | Reba: Duets                              | Reba McEntire                         |
| 2008 | Fucking Smilers                          | Aimee Mann                            |
| 2008 | Cheat the Gallows                        | Bigelf                                |
| 2009 | Lines, Vines and Trying Times            | Jonas Brothers                        |
| 2011 | The Way It Was                           | Parachute                             |
| 2012 | This Christmas                           | John Travolta a Olivia Newton-Johnová |
| 2012 | Take the Crown                           | Robbie Williams                       |
| 2014 | Melody Road                              | Neil Diamond                          |
| 2014 | Me. I Am Mariah... The Elusive Chanteuse | Mariah Carey                          |
| 2014 | Here I Am                                | Andreas Kümmert                       |
| 2014 | Storytone                                | Neil Young                            |
| 2015 | Free TC                                  | Ty Dolla Sign                         |
| 2015 | No Pier Pressure'                        | Brian Wilson                          |
| 2016 | The Dream Synopsis                       | The Last Shadow Puppets               |
| 2016 | Remember Us to Life                      | Regina Spektor                        |
| 2016 | Nobody but Me                            | Michael Bublé                         |
| 2017 | Harry Styles                             | Harry Styles                          |
| 2017 | You Make It Feel Like Christmas          | Gwen Stefani                          |
| 2017 | The Visitor                              | Neil Young                            |
| 2017 | Golden Rail Motel                        | Eamon                                 |
| 2017 | Strength of a Woman                      | Mary J. Blige                         |
| 2018 | 3 (The Purple Album)                     | Lukas Graham                          |
| 2018 | Heaven and Earth                         | Kamasi Washington                     |
| 2019 | If It Ain't Love                         | Patrice Jégou                         |
| 2023 | Mercy                                    | John Cale                             |